# Юркевич, Владимир Иванович
Влади́мир Ива́нович Юрке́вич (5 [17] июня 1885, Москва — 13 декабря 1964, Йонкерс, штат Нью-Йорк) — русский и американский инженер-кораблестроитель. Известен прежде всего как конструктор лайнера «Нормандия»

## Биография
Из дворян Тульской губернии. У матери имелось поместье в сельце Орловка Чернского уезда Тульской губернии. Окончил с золотой медалью 4-ю московскую гимназию.
В 1903 году поступил на кораблестроительное отделение Санкт-Петербургского политехнического института. Окончил его в 1909 году, защитив дипломную работу «Увеличение полезного действия паровой установки с помощью нагревания воздуха, питающего топки, и воды, питающей котёл». Продолжил обучение на последнем курсе Кронштадтского морского инженерного училища военного флота и через год, получив диплом корабельного инженера, был произведен в подпоручики.
Работал в Кронштадтском порту в должности корабельного инженера. Работал в конструкторском бюро Балтийского завода, участвовал в разработке проектов линкоров типа «Севастополь» и линейных крейсеров типа «Измаил». Был строителем подводных лодок «Форель» и «Ёрш». В годы Первой мировой войны в чине штабс-капитана работал в отделе кораблестроения морского Генерального штаба, был одним из авторов нескольких проектов строительства российских супердредноутов. Активно содействовал организации в Петербурге в 1915 году Союза морских инженеров, став впоследствии его секретарем. Труд Юркевича был отмечен орденами Св. Станислава 1-й степени и Св. Анны 3-й степени.
В 1918 году был назначен помощником руководителя отделения Балтийского завода в Николаеве. В 1920 году Юркевич покинул Россию, будучи эвакуированным из Николаева на недостроенном танкере «Баку» по маршруту Николаев — Одесса — Константинополь. В Турции работал в авторемонтной мастерской, организованной группой русских эмигрантов.
В 1922 году перебрался в Париж. Работал токарем, а затем чертежником на заводе Renault. Благодаря рекомендации адмирала Погуляева, Юркевич устроился работать в судостроительную компанию Penhoët, строившую крупные пассажирские корабли. В 1932 году женился вторым браком на Ольге Всеволодовне Крестовской, дочери писателя В. В. Крестовского. 9 сентября 1932 года у них родился сын Юрий.
Разработал проект большого пассажирского океанского лайнера для трансатлантических маршрутов, предложив оригинальный профиль корпуса корабля, имевший своеобразные «бульбообразные» обводы (особая конструкция носа корабля получила в дальнейшем название Бульб Юркевича). Опытные испытания модели в гамбургском бассейне подтвердили высокие ходовые качества конструкции. Из более чем 20 представленных вариантов проект Юркевича оказался лучшим и был положен в основу при создании турбоэлектрохода «Нормандия» с дизелями Аршаулова. 
Построенный в начале 1930-х годов, этот лайнер стал одним из самых больших, быстроходных и комфортабельных судов. После первого рейса в 1935 году лайнер стал обладателем приза «Голубая лента Атлантики», установив рекорды наименьшей продолжительности перехода и наивысшей средней скорости — 4 дня и 3 часа.
После успеха «Нормандии» Юркевич основал собственное проектировочное бюро, разрабатывал корпуса морских судов. В 1937 году переехал в США. В 1941 году получил американское гражданство. Работал техническим консультантом Управления морского флота США (с 1940). Преподавал в Мичиганском университете и в Массачусетском технологическом институте. Возглавлял Союз русских морских инженеров в эмиграции. Увлекался парусным спортом.
Умер в 1964 году. Похоронен на кладбище Успенского женского Новодивеевского монастыря в Нанует, Нью-Йорк.

## Семья
- Отец — Иван Викентьевич Юркевич (1854—апрель 1920), из солдатских детей, географ, приглашённый учитель детей Саввы Морозова (в Абрамцево выставлены 2 его портрета), дворянство получено по выслуге, вместе с женой и детьми записан в IV часть Тульской Дворянской Книги.
- Мать — Александра Николаевна Юркевич (ур. Иванская; 1865—1934), дворянка, помещица Тульской губернии;
- Братья:
  - Сергей Иванович Юркевич (1888—1919), врач, хирург; жена — Татьяна Григорьевна Мачтет (1892—1971), две дочери, умер в 1919 г. от сыпного тифа, заразившись на работе. Похоронен в с. Баграмове Рязанской области.
  - Пётр Иванович Юркевич (1889—1968), врач-терапевт, женат был дважды, сын от первого брака погиб в ВОВ, дочь. Участник Великой Отечественной войны.
- Сестра — Софья Ивановна Юркевич (в замужестве Липеровская; 1892—1973). Педагог, писатель. Сын погиб в ВОВ, дочь Елена в зам. Кабанова, её сыновья Андрей и Владимир, дочь Ольга.
- Первая жена — Надежда Евгеньевна Бекман (ур.Тверитинова), годы в браке 25.01.1915 —1931. В 1920 году эмигрировала с мужем во Францию (через Одессу, Константинополь), после развода в 1931 году она вернула себе девичью фамилию, но до конца своих дней Владимир Иванович помогал своей бывшей жене материально. И как утверждала сама Надежда Евгеньевна - они всегда оставались друзьями. Остаток жизни прожила в г. Ницце рядом со своей сестрой Верой Евгеньевной и её детьми. Своих детей не было.
- Вторая жена — Ольга Всеволодовна Юркевич (ур. Крестовская, по первому мужу — Петровская, псевд. Ольга Йорк, Olga Yourke (27 января [08 февраля] 1891— 5 декабря 1976), писательница, дочь известного писателя Всеволода Владимировича Крестовского (1839—1895)[5]. Встретилась с Владимиром Ивановичем на ежегодном балу эмигрантского союза писателей в Париже зимой 1927 года. Поженились в Брюсселе 30 июля 1932 года[6]. Автор воспоминаний "Парижские дни", "Река времени" и  "Всесокрушающий поток", изданных в эмиграции.   
  - Дочь от первого брака — Мария Петровская (1918 — ?), эмигрировала с матерью и отчимом в Америку. В замужестве Marie Tober[7].
  - Сын — Юрий Владимирович Юркевич (George Yourke) (1932, 9 сентября, Брюссель — 2022, 3 ноября, Нью-Йорк). Выпускник Колумбийского колледжа и Школы архитектуры, сделал успешную карьеру в Warner Burns Toan.

## Память
После смерти Юркевича Колумбийский университет обратился ко вдове покойного с просьбой передать ему архив выдающегося кораблестроителя. Но в соответствии с желанием самого Юркевича его жена Ольга Всеволодовна Крестовская-Юркевич в 1965 году передала богатое собрание документов в Центральный государственный архив народного хозяйства СССР в Москве. . Сейчас Архив РГАЭ, Фонд 341. Исследователи полагают, что на это решение Владимира Ивановича во многом повлияла гибель «Нормандии», которую он простить не смог.

## Награды
- Орден Святого Станислава 3-й степени (1913).
- Орден Святой Анны 3-й степени (1915).